# Envase inteligente
Los términos envase activo, envase autocalentable y envase inteligente, se refieren a sistemas de envase usados para alimentos, medicamentos, y muchos otros tipos de productos. 
Estos ayudan a extender su Ciclo de vida, monitorear su estado, informar acerca de su uso, contenido o calidad, y mejorar la seguridad y conveniencia del producto.
Estos términos están estrechamente relacionados. El envase activo usualmente se refiere a tener funciones activas que van más allá de la contención pasiva y protección del producto. Envase inteligente  normalmente implica la habilidad de sentir o medir un atributo del producto, como la atmósfera interna del empaque o la temperatura durante su transporte.  Esta información puede ser comunicada a los usuarios o puede desencadenar funciones activas del envase.
Dependiendo de las definiciones, algunos tipos de empaques tradicionales pueden ser considerados como “activos” o “Inteligentes”.  Más a menudo, los términos son usados con nuevas tecnologías o sistemas avanzados como: microelectronica, nanotecnología, o electrónica impresa etc.

## Control de humedad
Por muchos años, Desecantes han sido usados activamente para controlar el vapor de agua en un envase cerrado.  Un desecante es una sustancia higroscópica contenida normalmente en una bolsa o sachet porosa la cual se encuentra dentro de un envase sellado. Estos han sido usados para reducir la corrosión de maquinaria y piezas electrónicas y también para extender Ciclo de vida de alimentos o medicamentos sensibles a la humedad.

## Corrosión
Anticorrosivos  pueden ser aplicados a ciertos productos envasados para prevenir moho y corrosión.  Anticorrosivos volátiles  (VCI) o anticorrosivos de fase de vapor pueden estar contenidos dentro del envase en un sachet o pueden estar incorporados en una envoltura de papel especial. Muchos de estos son sales orgánicas que se condensan en el metal para resistir corrosión. Algunos películas plásticas también pueden contener  la capacidad de actuar como anticorrosivos volátiles.
Las películas plásticas están disponibles con iones de cobre en la estructura del polímero. Estos neutralizan el gas corrosivo dentro del envase e impiden el enmohecimiento.
VCI crea un entorno neutro en el envase. Este funciona con el principio de diferencia en presión de vapor y causa una reacción con Metales, No metales y también con humedad. Hay formas diferentes de VCI disponibles como Papeles, Plásticos, PEAD Papeles, Aceites, Espumas, Chips, películas de  Aluminio, Burbujas, etc. que puede impedir corrosión en muchas etapas.

## Control de oxígeno
Absorbentes de Oxígeno  ayudan a remover el oxígeno de un envase cerrado.  Algunos son pequeñas bolsas o sachets que contienen hierro pulverizado: cuando el hierro se enmohece, el oxígeno es removido de la atmósfera circundante.  Los sistemas más nuevos son  tarjetas o pueden estar incluidos en la película plástica o en estructuras modeladas.
Además, las características físicas del embalaje en sí mismas  (índice de transmisión del oxígeno - OTR) puede dictar qué tan eficaz puede ser un absorbente de oxígeno, y cuánto tiempo puede ser efectivo. Envases con un bajo OTR dejarán menos oxígeno en el envase cerrado a través de la propia barrera del polímero.

## Atmósfera
Para algunos productos, como queso, es común realizar un enjuague con nitrógeno antes de sellar el empaque: el nitrógeno inerte es absorbido por el queso, encogiendo así película plástica para dejar un espacio estrecho entre el producto y el empaque. El nitrógeno extrae el oxígeno y "activamente" interactúa con el queso para hacer el envase funcional.
Más recientemente, otras mezclas de gas han sido utilizadas dentro del envase para extender el ciclo de vida.  La mezcla de gas depende del producto en concreto y sus mecanismos de degradación.  Algunos componentes del envase han sido desarrollados incorporando química activa para ayudar a mantener atmósferas específicas dentro de los envases.
Absorbentes de oxígeno, generadores de dióxido de carbono, generadores de etanol, etc. Están disponibles para ayudar a mantener la atmósfera de un envase en condiciones específicas.

## Monitor de temperatura
Algunos indicadores de temperatura dan una señal visual de que una temperatura previamente especificada ha sido superada.  Otros, indicadores de Tiempo-temperatura comunican cuándo una acumulación crítica o desviación de temperatura ha sido superada en un  rango específico de tiempo.  Cuándo el mecanismo del indicador está sincronizado con el mecanismo de degradación de producto, este pueden proporcionar valiosas señales para los consumidores.
Registradores de temperatura digitales graban las temperaturas registradas durante el transporte.  Este dato puede ser usado para pronosticar degradación del producto y con esto ayudar a determinar si el producto es conveniente para su venta normal o si una venta inmediata es requerida.  También determinan el tiempo del exceso de temperatura: esto puede ser usado para una acción correctiva directa.
Tintas termocromicas son algunas veces utilizadas para señalar exceso o cambios de temperatura. Algunas son reversibles, mientras que otras tienen un cambio permanente de color. Estas pueden ser utilizados solas o con otras funciones del envase como códigos de barras.
Estas tintas también pueden señalar una temperatura deseada para los consumidores.  Por ejemplo, un tipo de cerveza puede tener una tinta que gráficamente muestre cuándo la temperatura ideal para beber sea alcanzada.

## Evases controladores de temperatura

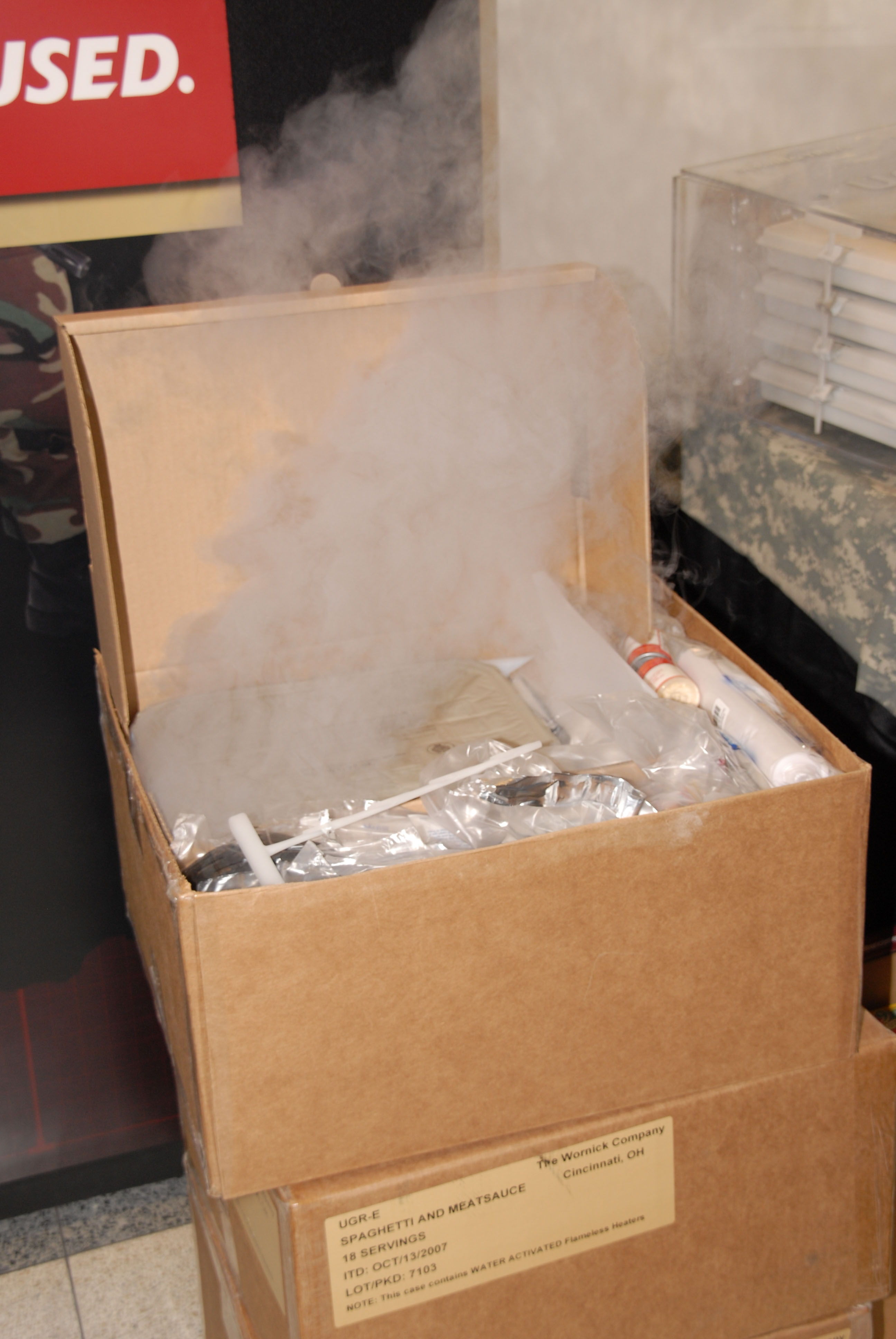
Auto-calentable ración de combate para hasta 18 soldados

Para vacunas especiales, existen Contenedores aislantes los cuales son embalajes pasivos que ayudan controlar las fluctuaciones de temperaturas que pueden presentarse incluso dentro de una cadena fría controlada. Adicionalmente,  a menudo son utilizados, paquetes con gel para mantener dentro del rango de  especificado la temperatura del contenido de una manera activa.
Algunos envases más nuevos tienen la capacidad de calentar o enfriar el producto para el consumidor.  Estos tienen compartimentos aislados donde reacciones exotérmicas o endotérmicas proporcionan el efecto deseado. Latas autocalentables están disponibles para varios productos.

## Dispensando
Algunos envases tienen aperturas u otros sistemas para dispensar que activamente cambian los contenidos de un líquido a un aerosol.  Estos son utilizados en productos que pueden ir desde inhaladores de precisión para medicamentos hasta botellas atomizadoras para productos de aseo doméstico.
Algunos envases dispensadores para dos-partes de adhesivo epoxy hacen más contener pasivamente los dos componentes.  Cuándo dispensan, pueden medir y mezclar los dos componentes para que así el adhesivo funcione plenamente en el punto de aplicación.
La capacidad de un envase para vaciar o dispensar completamente un líquido viscoso, depende de alguna forma de la Energía superficial de las paredes interiores del envase.  El uso de la Ultrahidrofobicidad en superficies es útil pero puede ser mejorada más adelante con el uso de nuevas superficies impregnadas con lubricante.

## RFID
Chips de identificación de frecuencia radiofónica están siendo mejor conocidas como etiquetas inteligentes ya que son usadas para rastreo y trazabilidad de envases a través de su cadena de distribución.  Los desarrollos más nuevos incluyen grabar la historia de su temperatura durante el transporte y otras funciones de empaques inteligentes.

## Seguridad
Una variedad de métodos de seguridad impresos, hologramas de seguridad, y etiquetas especiales están disponibles para ayudar confirmar que el producto no ha sido falsificado.  Los chips RFID están siendo utilizados para estas aplicaciones también.
Vigilancia de artículo electrónico (en el producto o en el envase) es usado para ayudar a controlar el hurto en tiendas.

## Envases para microondas
Películas metalizas son utilizadas como Susceptor para cocinar en hornos microondas. Estos aumentan la capacidad de calentamiento y ayudan a hacer las comidas más crocantes y doradas. Envases plásticos para microondas  son también utilizados para cocina de microonda.

## Shock y vibración
Detectores de shock han estado disponibles desde hace muchos años.  Estos están adheridos al envase o al producto para determinar si un shock excesivo ha sucedido.  Los mecanismos de estos dispositivos de sobrecarga de shock  han sido sistemas de resorte, imanes, gotas de tinte rojo, y muchos otros.
Recientemente, rastreadores digitales de shock y vibración están disponibles con mayor precisión para grabar eventos durante el transporte.  Estos son usados para monitorear transportes críticos, para determinar si  una calibración e inspección extras son requeridas.  Estos son utilizados también para monitorear los tipos de shocks y vibraciones sufridas en el transporte y para pruebas de laboratorio.

## Otros desarrollos
Algunos desarrollos de películas plásticas para envase contienen enzimas, agentes anti-bacteriales, scavengers, y otros componentes activos para ayudar control  de degradación alimentaria y extender su vida de uso
Las películas comestibles han sido desarrolladas para permitir a los consumidores comer el envase junto con el producto.

## Normatividad
Los envases activos e inteligentes son a menudo diseñados para interactuar activamente con sus contenidos.  Por ello es necesario un cuidado especial para los envases que son considerados materiales con contacto alimentario.
Envases de alimentos necesitan cuidado extra con algunos tipos de envases activos.  Por ejemplo, cuándo la atmósfera de oxígeno en un envase es reducida para extender su vida de uso, se debe considerar controles extra de bacterias anaeróbicas. También cuándo una atmósfera controlada reduce el aspecto de degradación alimentaria, los consumidores requieren herramientas para determinar si existe degradación.